# Satō Naokata
Satō Naokata (japanisch 佐藤 直方; geboren 14. Dezember 1650 in Fukuyama (Provinz Bingo); gestorben 28. September 1719) war ein japanischer Neokonfuzianist der mittleren Edo-Zeit.

## Leben und Wirken
Satō Naokata zog im Alter von 22 Jahren nach Kyōto, um bei dem Philosophen Yamazaki Ansai (1619–1682) zu studieren. Er wurde neben Miyake Shōsai (1662–1741) und Asami Keisai (1652–1712) zu einem der drei bekanntesten Schüler des großen Meisters. Später verteidigte er die Position des Neokonfuzianismus, war gegen die Keinaigi (敬内義外説)- und Suikashintō-Theorie (垂加神道) seines Lehrers Yamazaki und wurde aus dessen Schule ausgeschlossen. Zuerst diente er dem Fürsten von Fukuyama, dem Mizuno-Klan und wurde 1694 Lehrer von Fürsten Umayabashi (heute Maebashi), dem Sakai-Klan. in seinen späten Jahren war er bei den Fürsten vom Ii-Klan in Hikone tätig. Er verurteilte die Rache der 47 Rōnin.
Es wird gesagt, dass Satōs Persönlichkeit sich als „Kōmai Ittō“ (高邁逸宕) – etwa „Hochherzig und lässig“ – auszeichnete. Seine Rede war gewandt und voll von Metaphern. Zu seinen veröffentlichten Werken gehören „Nihon Jurin Sōsho“ (日本儒林叢書) – „Sammlung japanischer konfuzianischer Bücher“, „Benjinsai Futodōkō ni Okuju no jo“ (辨仁斎送浮屠道香序) – etwa „Beninsai sendet Räucherstäbchen, eine Einleitung“, und die gegen Yamazaki gerichtete „Keigi Naigai Kōron“ (敬義内外考論) – etwa „Höflichkeit und Pflicht, Innere und Äußere, eine Diskussion“, 1 Band.
Zu Satōs Werken gehören „Unzō Roku“ (韞蔵録) 16 Bände, „Shozō Roku Shui“ (韞蔵録拾遺) 30 Bände und „Zoku Shozō Roku Shui“ (続韞蔵録拾遺) 6 Bände, die alle von der „Classical Society of Japan“ (日本古典学会, Nihon koten gakkai) als „Sato Naokata Complete Works“ (1931) herausgegeben wurden.
Zu Satōs Schülern gehörten unter anderem Atobe Yoshiaki (跡部 良顕; 1658–1728), Miwa Shissai (三輪 執斎; 1669–1744), Inaba Usai (稲葉 迂斎; 1684–1760) und Noda Gosai (野田 剛斎; 1690–1768).